# USS Patchogue (PC-586)
USS PC-586 był ścigaczem okrętów podwodnych. Później nosił nazwę USS Patchogue (PC-586) i był drugą jednostką United States Navy noszącą tę nazwę.
Stępkę jednostki położono 29 maja 1942 w stoczni Defoe Shipbuilding Company w Bay City (Michigan). Został zwodowany jako "PC-586" 15 lipca 1942. Wszedł do służby 5 października 1942.
Po próbach morskich na wodach Zatoki Meksykańskiej "PC-586" przeszedł przez Kanał Panamski i służył jako jednostka eskortowa wzdłuż zachodniego wybrzeża USA. Jego obszar operowania został zwiększony do Hawajów i w czasie okresu od 1 sierpnia do 31 grudnia 1943 był przydzielony dowódcy Hawaiian Sea Frontier. W tym czasie służył jako jednostka szkolna w rejonie Pearl Harbor. Pełnił także służbę patrolową i eskortował konwoje na wodach hawajskich.
W ramach eskorty konwoju "PC-586" dotarł do Saipanu 23 lipca 1944. Po zakończeniu walk ścigacz kontynuował służbę we Flocie. Krótko służył jako jednostka szkolna w rejonie Pearl Harbor, a następnie wzdłuż wschodniego wybrzeża USA w pobliżu Charleston, i Coco Solo w strefie Kanału Panamskiego.
"PC-586" został wycofany ze służby i przeszedł do rezerwy w Norfolk w styczniu 1950. Otrzymał nazwę "Patchogue" 15 lutego 1956. Został skreślony z listy jednostek floty 1 kwietnia 1959 i krótko potem przekazany firmie Potomac Shipwrecking Company w celu złomowania.
"Patchogue" otrzymał jedno odznaczenie battle star za służbę w czasie II wojny światowej.